# Cantó de Louvigné-du-Désert
El cantó de Louvigné-du-Désert (bretó Kanton Louvigneg-an-Dezerzh) és una divisió administrativa francesa situat al departament d'Ille i Vilaine a la regió de Bretanya.

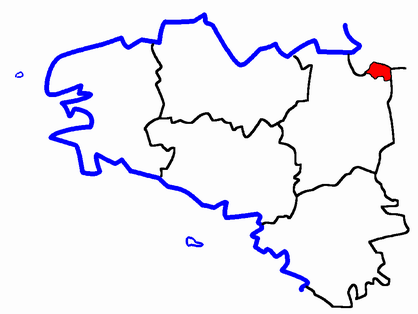
Situació del cantó

## Composició
El cantó aplega 8 comunes :
| Nom francès                   | Nom bretó            | Població | km²    | Codi Postal | Codi INSEE |
| La Bazouge-du-Désert          | Bazeleg-an-Dezerzh   | 1.012    | 24,60  | 35420       | 35018      |
| Le Ferré                      | Ferred               | 585      | 16,92  | 35420       | 35111      |
| Louvigné-du-Désert            | Louvigneg-an-Dezerzh | 4.034    | 41,66  | 35420       | 35162      |
| Mellé                         | Melleg               | 678      | 15,50  | 35420       | 35174      |
| Monthault                     | Brennaod             | 249      | 8,20   | 35420       | 35190      |
| Poilley                       | Polieg               | 384      | 10,78  | 35420       | 35230      |
| Saint-Georges-de-Reintembault | Sant-Jord-Restembaod | 1.682    | 31,02  | 35420       | 35271      |
| Villamée                      | Gwilavez             | 314      | 10,66  | 35420       | 35357      |
| Cantó                         | Louvigneg-an-Dezerzh | 8.938    | 159,34 | -           | 3520       |

## Evolució demogràfica
| 1962   | 1968   | 1975   | 1982  | 1990  | 1999  |
| ------ | ------ | ------ | ----- | ----- | ----- |
| 11.026 | 10.539 | 10.293 | 9.982 | 9.452 | 8.938 |

## Història
| Data d'elecció                           | Identitat       | Partit        | Qualitat |
| ---------------------------------------- | --------------- | ------------- | -------- |
| 2004-                                    | Frédéric Bureau | Divers droite |          |
| les dades anteriors no són pas conegudes |                 |               |          |
|                                          |                 |               |          |